# Gudbjerg
Gudbjerg er en by på Sydfyn med 471 indbyggere  (2024), beliggende 3 km vest for Gudme, 13 km syd for Ørbæk, 12 km sydøst for Kværndrup, der har tilkørsel til Svendborgmotorvejen, og 13 km nordøst for Svendborg. Byen hører til Svendborg Kommune og ligger i Region Syddanmark. I 1970-2006 hørte byen til Gudme Kommune.
Gudbjerg hører til Gudbjerg Sogn, og Gudbjerg Kirke ligger i byen. 2 km mod vest ligger Gudbjerg Skov.

## Faciliteter
- Gudbjerg Skole blev fra 2011 en afdeling af Stokkebækskolen. Afdelingen har ca. 120 elever, fordelt på 0.-6. klassetrin. Efter 6. klasse kommer eleverne til skolens afdeling i Gudme. Fra 2019 er Gudbjerg skole kun for 0. kl til 3. kl.
- Gudbjerg Forsamlingshus har kapacitet til 150 personer i en stor sal med scene til 110 personer og en lille sal til 35 personer.[2]
- Gudbjerg er medstifter af håndboldklubben GOG og indgår som det første forbogstav i klubnavnet (de to andre er Oure og Gudme). Gudmehallerne, nu "SU'VI:T Arena", er klubbens hjemmebane.

## Historie

### Gudbjerglund
På bakken syd for byen ligger den lille skov Gudbjerglund med 4 stendysser fra bondestenalderen. De blev fredet i 1872. 50 år senere blev det foreslået at oprette en møde- og mindeplads ved oldtidsminderne, og den blev indviet i 1929. I 1942 blev der udgravet en amfiteatralsk festplads, og i årenes løb er der opstillet en halv snes mindesten.
7. september 1930 blev der afsløret en sten til minde om Genforeningen i 1920.

### Landsbyen
I 1899 beskrives Gudbjerg således: "Gudbjærg med Kirke, Præstegd., Skole, Forsamlingshus (opf. 1891), Vejr- og Vandmølle, Mejeri og Telefonstation;"